# O iarnă regală
O iarnă regală (titlu original: Royal Winter) este un film american de televiziune  din 2017 regizat de Ernie Barbarash. Rolurile principale au fost interpretate de actorii Merritt Patterson, Jack Donnelly și Samantha Bond. A fost produs de Hallmark Entertainment pentru seria Hallmark Channel Original Movies.

## Distribuție
- Merritt Patterson: Maggie
- Jack Donnelly: Printul Adrian
- Samantha Bond: Beatrice
- Rhea Bailey: Sarah
- Cian Barry: Felix
- Christopher Bowen: Wickford
- Ryan Ellsworth: Henrik
- Dixie Egerickx: Katya
- Roy McCrerey: Mason
- Suanne Braun: Elaine
- Jane Perry: Janice
- Tim Ahern: Lyle
- Olivia Niță: Lady Camelia
- Richard Ashton: Frederic
- Andrew Pleavin: Andre
- Julia Montgomery Brown: Mrs. Adesky
- Oliver Lepădatu: Simon
- Matei Negrescu: Ospătar
- George Remeș
- Radu Andrei Micu

## Producție
A fost filmat în centrul istoric al orașului Sighișoara, în Mureș și București și a fost lansat în SUA la 14 ianuarie 2017.